# 51 км (зупинний пункт, Південна залізниця)
51 км — пасажирський залізничний зупинний пункт Полтавської дирекції Південної залізниці розташований на лінії Хвилівка — Пр́илуки між станціями Галка (7 км) та Прилуки (13 км). Біля зупинного пункту розташоване село Товкачівка.
Точна дата відкриття не встановлена. Відбулося це між 1962 та 1989 роками. Зупиняються приміські дизель-поїзди.